# ایوو سیپتسی
ایوو سیپتسی (انگلیسی: Ivo Cipci؛ زادهٔ ۲۵ آوریل ۱۹۳۳) بازیکن واترپلو اهل یوگسلاوی بود.
وی در مسابقات کشوری و بین‌المللی در مجموع برندهٔ ۲ مدال نقره شده‌است.